# Dvory nad Lužnicí
Dvory nad Lužnicí är en ort i Tjeckien.   Den ligger i regionen Södra Böhmen, i den södra delen av landet, 140 km söder om huvudstaden Prag. Dvory nad Lužnicí ligger 461 meter över havet och antalet invånare är 318.
Terrängen runt Dvory nad Lužnicí är huvudsakligen platt. Dvory nad Lužnicí ligger nere i en dal.Runt Dvory nad Lužnicí är det glesbefolkat, med 20 invånare per kvadratkilometer. Närmaste större samhälle är Suchdol nad Lužnicí, 4,5 km norr om Dvory nad Lužnicí. Omgivningarna runt Dvory nad Lužnicí är en mosaik av jordbruksmark och naturlig växtlighet.